# European Lead Factory
European Lead Factory is een publiek-private samenwerking met als doel het versnellen van medicijnontwikkeling voor onvervulde medische behoeftes. De European Lead Factory is momenteel het grootse project dat door Innovative Medicines Initiative wordt gefinancierd en is een pan-Europese samenwerking tussen 7 farmaceutische bedrijven, partners uit de academische wereld en het midden- en kleinbedrijf (mkb).

## Werking
European Lead Factory is actief sinds 2013 en bestaat uit twee onderdelen: de Joint European Compound Library en de European Screening Centre. Deze onderdelen creëren als het ware een platform voor Europese onderzoekers om startpunten binnen de medicijnontwikkeling te identificeren door het biologische ‘target’ (aangrijpingspunt) te koppelen aan moleculen uit de Joint European Compound Library. Dit resulteert uiteindelijk in een ‘hit list’, bestaande uit een overzicht van kleine moleculen, die affiniteit hebben met het biologische target. Deze moleculen kunnen gebruikt worden als ‘probes’ om biologische mechanismen beter te begrijpen of als startpunt dat kan leiden tot de ontwikkeling van nieuwe geneesmiddelen. Deze hits kunnen verder geoptimaliseerd worden buiten het European Lead Factory consortium.

## Open innovatie
De Joint European Compound Library bevat ongeveer 500,000 moleculen verkregen uit collecties van farmaceutische bedrijven en wordt aangevuld met nieuwe moleculen die gesynthetiseerd worden door de European Lead Factory partners. Europese onderzoekers vanuit de academische en mkb wereld en zelfs patiëntenorganisaties kunnen hun biologische ‘target’ indienen om gescreend te worden tegen de collectie van de European Lead Factory met behulp van hoge kwaliteit high-throughput screening (HTS). European Lead Factory stimuleert hiermee open innovatie en publiek-private samenwerking ten goede van de onvervulde medische behoeftes.

## Invloed in Nederland en België
Er zijn veel verschillende partijen uit Nederland en België betrokken bij European Lead Factory. De high-throughput screening (HTS) wordt uitgevoerd door de Pivot Park Screening Centre, gelegen op het voormalige terrein van MSD/Schering-Plough/Organon in Oss. Onderzoekers van de Rijksuniversiteit Groningen, Leids Universitair Medisch Centrum, Radboud Universiteit Nijmegen, Vrije Universiteit Amsterdam en de mkb-bedrijven Mercachem en Syncom zijn betrokken bij het ontwikkelen van nieuwe stoffen van Joint European Compound Library. Twee van de industrie partners, Jansen Pharmaceutica NV en UCB, zitten in België. Lygature, een not-for-profit organisatie, is verantwoordelijk voor het programmamanagement van European Lead Factory. Daarnaast hebben verschillende academische groepen en mkb-bedrijven geprofiteerd van de diensten van European Lead Factory.